# Reklanska dolina
Reklanska dolina, tudi Reklanica (italijansko Val Raccolana), je dolina v zahodnih Julijskih Alpah v Italiji, dolga okoli 16 km in leži med Kanalsko dolino na severu in Rezijo na jugu. Po njej se vije istoimenski potok - Reklanica (it. Raccolana) ter se zajeda med pogorja Kanina, Viša in Montaža. Dolina se prične pri naselju Kluže ob reki Beli, z Rabeljsko dolino pa se stika na prelazu Na Žlebeh.
Dolina je dokaj odmaknjena in redko poseljena z manjšimi zaselki: Reklanica (Raccolana) 374 mnm, Salet (Saletto) 505 mnm, Pezzeit 506 mnm, Chiout Cali 565 mnm, Tamaroz 616 mnm, Chiout Michel 662 mnm, Piani di Qua 665 mnm, Pianatti 678 mnm, Piani di Là 688 mnm, Potok (Patocco) 770 mnm, Stretti 766 mmn.